# Tenžė
Tenžė je řeka na západě Litvy (Klaipėdský kraj), v okrese Kretinga. Je dlouhá 20,7 km. Povodí má rozlohu 54,9 km². Je to pravý přítok řeky Danė, do které se vlévá 27,1 km od jejího ústí do Kurského zálivu. Pramení u vsi Užparkasiai, 3 km na východ od Darbėnů. Teče zpočátku na jihozápad, u Tarvydů se stáčí na jih a dále pokračuje převážně jižním směrem rovinami Pajūrisu. Do řeky Danė se vlévá na jižním okraji městské čtvrti Kretingy Bajorai. Údolí řeky je na mnoha místech bažinaté. Průměrný spád je 146 cm/km.

## Obce při řece

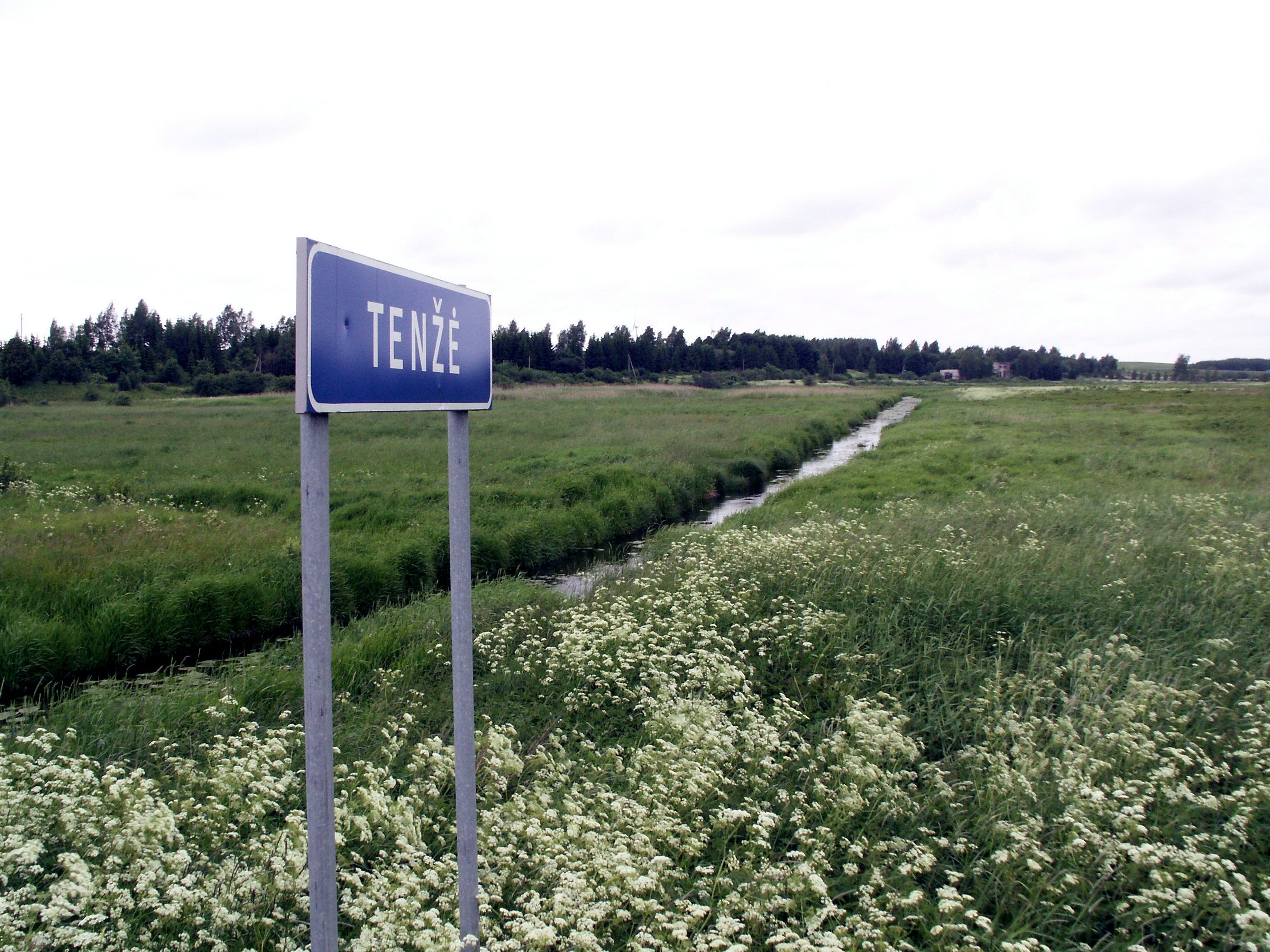
Tenžė u Pryšmančiů

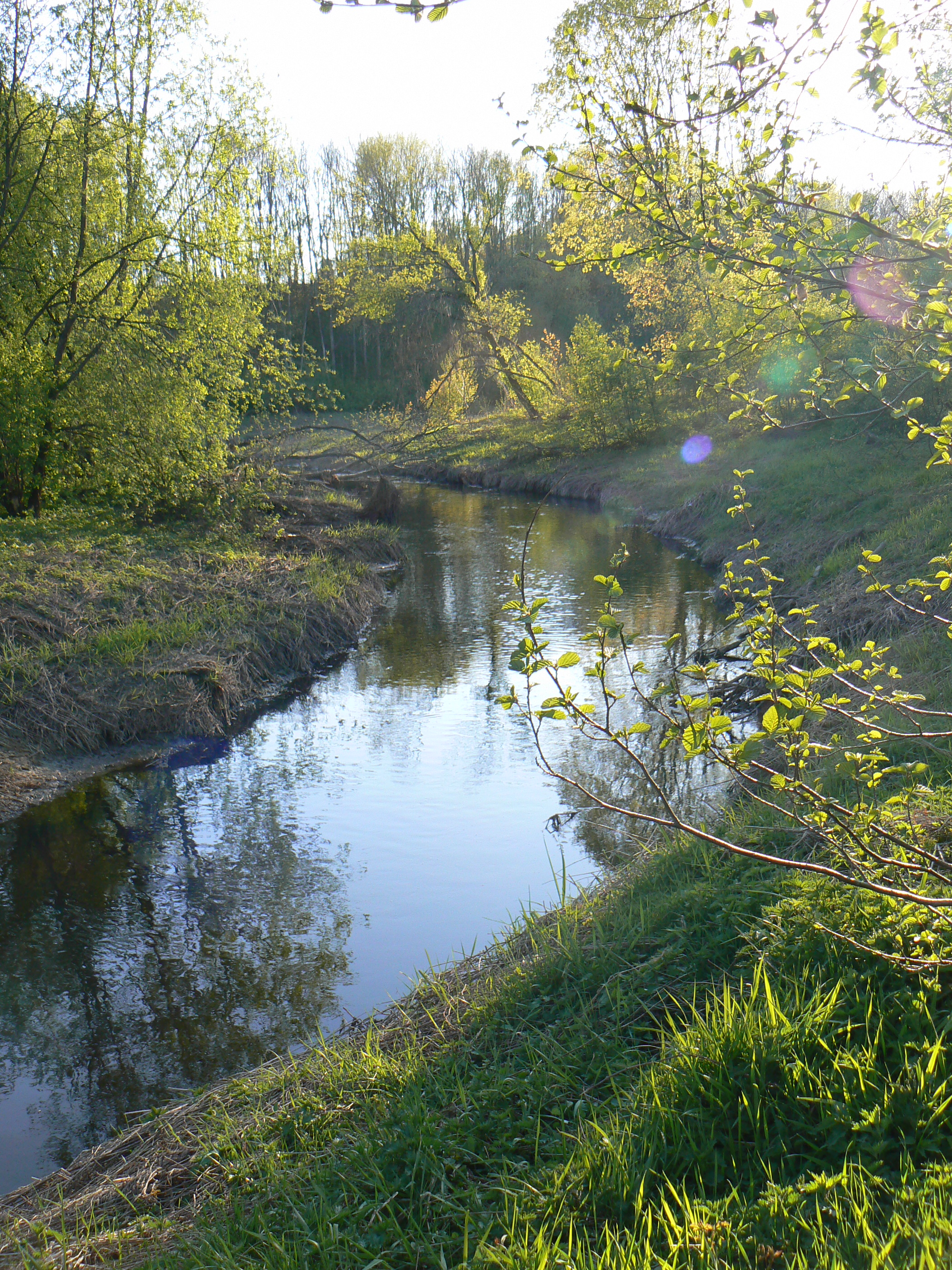
Tenžė proti proudu u Kretingy, u silnice č. 168

- Užparkasai
- Daubėnai
- Dimitravas
- Tarvydai
- Senkai
- Ankštakiai
- Kveciai
- Gestautai
- Pryšmančiai
- Bajorai

## Další objekty
- Železnice Kretinga - Skuodas
- Hradiště Negarbos piliakalnis
- Dálnice A11/E272 Šiauliai - Palanga
- Železnice Klaipėda - Kretinga - Vilnius

## Přítoky
- Levé:

| Hydrologické pořadí | Řeka      | Délka (km) | Povodí (km²) | Vzdálenost od ústí (km) | Ústí kde | Koordináty ústí |
| ------------------- | --------- | ---------- | ------------ | ----------------------- | -------- | --------------- |
| 20010582            | T - 3     | 3,4        | 3,0          | 12,8                    |          |                 |
| 20010583            | T - 1     | 3,4        | 4,7          | 10,3                    |          |                 |
| 20010584            | Treinupis | 3,0        | 1,6          | 6,5                     |          |                 |

- Pravé:

| Hydrologické pořadí | Řeka       | Délka (km) | Povodí (km²) | Vzdálenost od ústí (km) | Ústí kde | Koordináty ústí |
| ------------------- | ---------- | ---------- | ------------ | ----------------------- | -------- | --------------- |
| 20010581            | T - 4      | 2,6        | 2,8          | 14,4                    |          |                 |
| 20010585            | Gadeikupis | 3,0        | 1,5          | 2,7                     |          |                 |